# تقاب (خوسف)
تقاب یک منطقهٔ مسکونی در ایران است که در دهستان خوسف واقع شده‌است. براساس سرشماری مرکز آمار ایران در سال ۱۳۹۵، تقاب ۹۲۰ نفر جمعیت دارد.
تقاب از سه بخش محمد آباد ، علی آباد و بخش مرکزی تشکیل شده است .
انگور و عناب تقاب بسیار معروف است.علاوه بر آن در این روستا انار، انجیر ،پسته ، زردآلو ، آلو و... کشت میشود.
تقاب جز مناطق گرم و خشک است و اکثریت مردم روستا کشاورز و دامدار هستند ، البته اشتغال زایی در این روستا بسیار زیاد می باشد . کارگاه های بلوکه زنی، موزاییک سازی ، جوشکاری ، خیاطی و.. به تازی رونق یافته .
مردم این روستا ارادت خاصی به آقا امام حسین دارند و از اول ماه محرم تا میانه آن به عزاداری و پخت نذری میپردازند . و سالانه موکب و هیئت عزاداری در شهر های مشهد و کربلا برگزار می کنند .